# Allrounder (Motorrad)
Als Allrounder wird in der Fachpresse ein Straßenmotorrad bezeichnet, welches die Eigenschaften aller Straßenmotorradbauarten weitgehend vereint. Ein Motorrad, das den Alltagsbetrieb zuverlässig meistert, vielseitig und anpassungsfähig ist und dennoch darüber hinaus Fahrspaß vermitteln kann.

## Kriterien
Die Einordnung eines Motorrades in diese Kategorie ist jedoch fließend, es müssen auch nicht alle Kriterien erfüllt sein:
- ein Mindestmaß an Tourentauglichkeit, d. h. ergonomisch erträglichen Soziussitz und einfache Zulademöglichkeit
- ein robuster Motor, der möglichst in allen Drehzahlbereichen ausreichend Drehmoment entwickelt, allerdings auf einfaches Fahren statt auf Spitzenleistung ausgelegt ist[3]
- eine gewisse Anpassungsfähigkeit gegenüber der Einsatzart
- eine handliche, wendige Fahrwerks- und Geometrieauslegung für den Gebrauch auf (engen) Landstraßen[4]

Oftmals wird ein Motorrad als Allrounder bezeichnet, weil es sich nicht eindeutig einer anderen Kategorie zuordnen lässt. Dies ist häufig bei Einsteiger und Mittelklassemodellen mit einem Hubraum von unter 1000 cm³ der Fall. Hier versuchen Hersteller eine große Zielgruppe anzusprechen. Häufig haben Allrounder keine ohne nur teilweise eine Motorverkleidung.
Motorräder die ggf. auch ein für den gelegentlichen Einsatz auf der Rennstrecke mit einem geeigneten Motor, mit entsprechendem Fahrwerk und Bremsen ausgestattet sind, werden meist als Sporttourer oder Crossover bezeichnet.

## Typische „Allrounder“
Die folgenden Motorräder gelten als Allrounder oder werden von ihren Herstellern als solche bezeichnet:
| Bild | Hersteller | Modell     | Hubraum | Leistung        | Verkaufsstart (Modellpflege) |
| ---- | ---------- | ---------- | ------- | --------------- | ---------------------------- |
|      | Aprilia    | Pegaso 650 | 652 cm³ | 36 kW (49 PS)   | 1992                         |
|      | Honda      | CBF 600    | 599 cm³ | 57 kW (77 PS)   | 2004                         |
|      | Honda      | CBF 500    | 499 cm³ | 42 kW (57 PS)   | 2004                         |
|      | Kawasaki   | Versys     | 649 cm³ | 51 kW (69 PS)   | 2006                         |
|      | Kawasaki   | ZR-7       | 738 cm³ | 56 kW (76 PS)   | 1999                         |
|      | Suzuki     | Bandit     | 599 cm³ | 57 kW (77 PS)   | 2000                         |
|      | Yamaha     | TDM 900 A  | 897 cm³ | 63,4 kW (86 PS) | 2007                         |
|      | Yamaha     | SR 400     | 399 cm³ | 17,1 kW (23 PS) | 1978                         |

## Vor- und Nachteile

### Vorteile
Aufgrund ihrer Vielseitigkeit und in der Regel leichten Handhabung werden Allrounder häufig als geeignetes Motorrad für den Anfänger empfohlen.

### Nachteile
Erfahrene Motorradfahrer meiden Allrounder und suchen eher ein Motorrad, das Eigenschaften hat, die genau zu ihren Vorlieben passt.